# 浅野長重
浅野 長重（あさの ながしげ）は、江戸時代初期の外様大名。

## 生涯
浅野長政の三男として近江国に生まれる。母の姉・ねね（おね）が豊臣秀吉に嫁いでいる関係で浅野家は豊臣時代に優遇され、秀吉は長重を嗣子がなかった宇都宮国綱の養子にさせようと宇都宮家に働きかけを行った。文禄2年（1593年）5月に国綱は一度了承したものの、国綱の弟である芳賀高武の反対によりこの計画は中止となった。
慶長4年（1599年）には徳川家康の命令で江戸へ移り、慶長5年（1600年）1月から家康の三男秀忠の小姓として仕えるようになった。この年春に従五位下・采女正に叙任された。また7月には秀忠が会津征伐のために出陣し、長重も従軍を希望したが、まだ15歳になっていないとの理由で江戸へ戻された。関ヶ原の戦いでも従軍は許されず江戸城の留守居を務めた。その功により、翌年の慶長6年（1601年）に芳賀高武の旧領である下野真岡2万石を与えられ、真岡藩を立藩した。さらに慶長7年（1602年）には家康の養女となっていた松平家清の娘と結婚。慶長10年（1605年）、秀忠の将軍宣下のための上洛に供した。慶長16年（1611年）に父・長政の死去に伴い、隠居料として与えられていた常陸真壁5万石を相続し、真岡2万石は幕府に返上する。

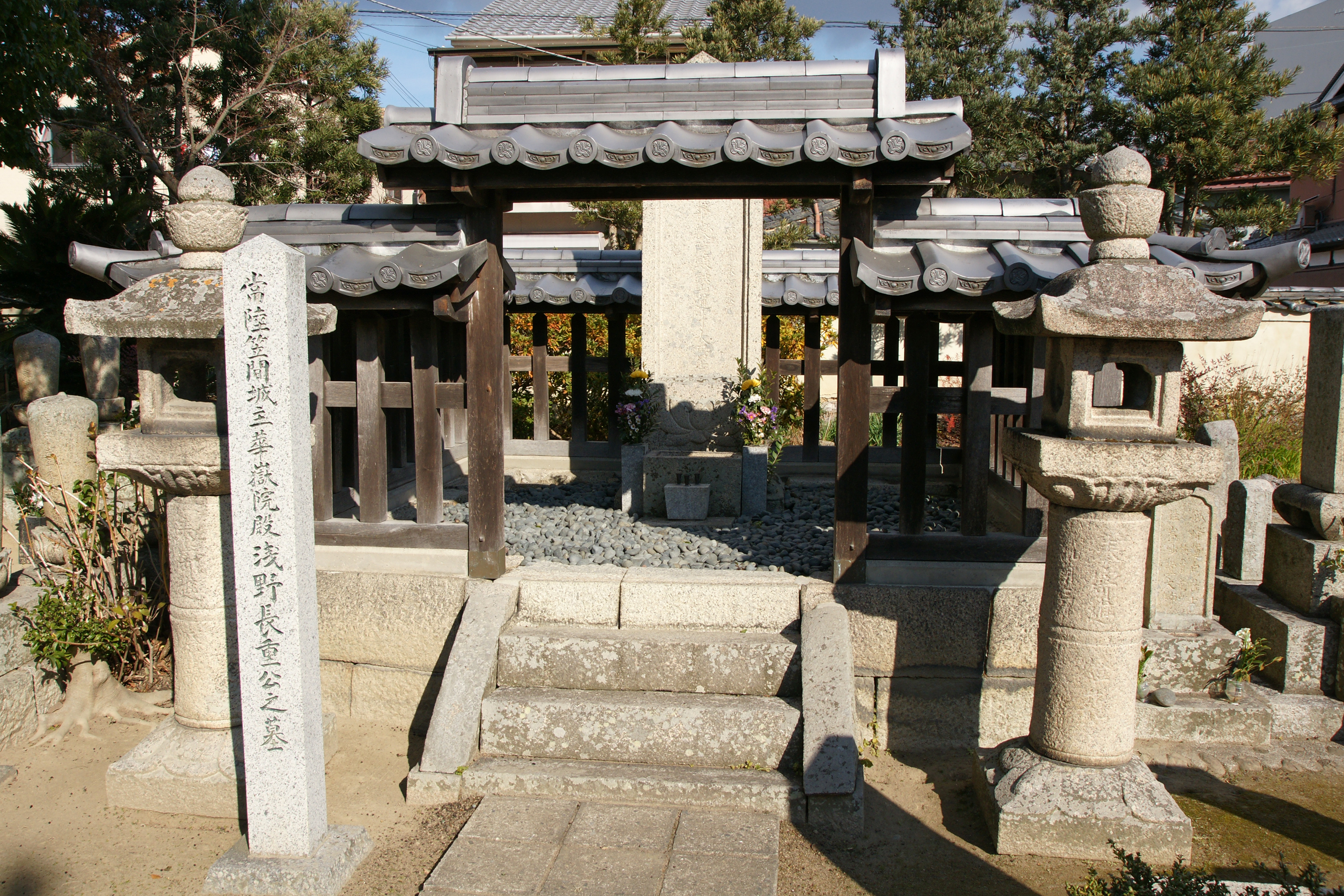
浅野長重之墓（花岳寺）

長政の跡を継ぎ、関ヶ原の戦いののち紀伊国を領していた長兄の幸長が慶長18年（1613年）に死去すると、重臣の浅野氏重は徳川家と親しい長重を後継に推すが、幸長の遺言と長政正室・長生院の周旋により浅野忠吉らが推す次兄の長晟が紀州藩主を継ぐことになった。
慶長19年（1614年）に大久保忠隣が改易された際には安藤重信・本多忠朝とともに小田原へ赴いている。また同年の大坂冬の陣にも出陣し、夏の陣の天王寺・岡山の戦いでは毛利勝永ら豊臣方先鋒隊と戦った。主家を裏切り士気の上がらない浅野家は家臣30人・雑兵100人あまりを失い敗走する。同戦では大石良勝が活躍し、この戦功をもって1500石を拝領し筆頭家老となった大石家は、（長重流）浅野家の永代家老家とされた。「赤穂浪士の大石内蔵助」で有名な大石良雄は、この家系から出ている。
元和8年（1622年）に本多正純が改易となった際に宇都宮城の収城使を務める。また同年、加増転封させるという内意を受けたが、長重は真壁の領有を望んで認められ、真壁を含む5万3500石とされて笠間藩主に転じた。寛永4年（1627年）には陸奥国若松城に在番し、寛永6年（1629年）には江戸城西丸の普請に携わった。
寛永9年（1632年）9月3日に死去した。享年45。父・長政と同じ真壁伝正寺に葬られた。墓所は花岳寺にもある。家督は長男の長直が継いだ。